# Anders Christophersen
|  | For musikeren Anders Christophersen med kunsternavnet Ormen, se Ormen (musiker) |
Anders Christophersen (født 11. december 1806 i Askeby på Møn, død 18. november 1867) var en dansk gårdmand og politiker.
Christophersen var søn af gårdmand Christoffer Hansen. Han var soldat i København, og købte efterfølgende en gård i Vindebæk i Fanefjord Sogn på Møn i 1830. Christophersen var fattigforstander i sognet 1834-1836 og sogneforstander 1841-1847. Han var medlem af amtsrådet i Præstø Amt 1856-1862.
Han blev valgt til Folketinget ved folketingsvalget 26. februar 1853 i Præstø Amts 6. valgkreds (Stegekredsen) ved at besejre bibliotekar Frederik Barfod. Han blev herefter genvalgt i kredsen indtil lærer Frederik Meisler vandt valget i 1855. Meisler nedlagde sit mandat i 1856, og Christophersen blev igen valgt til Folketinget ved et suppleringsvalg 30. juli 1856. Han blev genvalgt i 1858 men genopstillede ikke i 1861. Han stillede op senere i kredsen i oktober 1866 men tabte til C.H. Thurah.